# Richard Billingham
Richard Billingham (Birmingham, 25 de septiembre de 1970) es un fotógrafo británico. Conocido por su libro "Ray's a Laugh" y su película Ray & Liz (2018), que documenta la vida de Ray, su padre, parado y alcohólico, y de su madre, Liz, una mujer obesa y adicta al tabaco.

## Biografía
Richard Billingham nació en Birmingham y estudió pintura en un centro de artes de Bournville. Más tarde, se graduó por la Universidad de Sunderland. Su contribución al mundo del arte se debe a la desconcertante imagen de su propia experiencia en familia en Cradley Heath. El libro "Ray's A Laugh" y la película Ray & Liz (2018) son una representación de la pobreza en la que creció. Ray, su padre, y su madre, Liz, parecen al principio figuras grotescas, fascinadas por la rutina y el orden, pero pronto comprobamos que viven en una cárcel de cristal, cuyos muros no son capaces de sortear. 
En 2009/2010 participó en una exposición colectiva en el Kunstmuseum Wolfsburg de Alemania con el título: Ich, zweifellos.
Ahora vive cerca de Swansea y viaja sin cesar. Es profesor en la Universidad de Gloucestershire.

## Publicaciones

### Publicaciones de Richard Billingham
- Ray's a Laugh.
  - Ray's a Laugh. Zürich: Scalo, 1996. ISBN 9783931141257. Edited by Michael Collins and Julian Germain.
  - Ray is'n Witz. Zürich: Scalo, 1996. ISBN 3-931141-25-X. French-language version.
  - Ray's a Laugh. Zürich: Scalo, 2000. ISBN 978-3908247371.
  - Ray's a Laugh. Books on Books No. 18. New York, NY: Errata Editions, 2014. ISBN 978-1935004356. With essays by Charlotte Cotton and Jeffrey Ladd.
- Richard Billingham. Birmingham: Ikon Gallery; Paris: agnès b., 2000. ISBN 9780907594666. With an essay by Michael Tarantino. Exhibition catalogue. Photographs from Billingham's "series of family portraits (1990–1996), earlier black and white family photographs (1990–1991), a new series of urban landscapes (1992–1997), as well as video stills ... from Ray in Bed (1999), Playstation (1999), Liz Smoking (1998) and Tony Smoking Backwards (1998)."[cita requerida]
- Black Country. West Bromwich: The Public, 2003. ISBN 0-9540200-2-2.
- Zoo. Birmingham: Vivid, 2007. Edition of 750 copies.
- Richard Billingham: People, Places, Animals. Melbourne: Australian Centre for Contemporary Art, 2008. ISBN 9780977597772. With essays by Juliana Engberg, Rikke Hansen, and Outi Remes. Exhibition catalogue.
- Landscapes, 2001–2003. Stockport: Dewi Lewis, 2008. ISBN 9781904587385. With an essay by Sacha Craddock.

### Publicaciones con contribuciones de Billingham
- Strange Days: British Contemporary Photography. Milan: Charta, 1997. Edited by Gilda Williams. ISBN 9788881581382. Exhibition catalogue. Text in English and Italian.
- Sensation: Young British Artists from the Saatchi Collection. London: Thames and Hudson, 1998. ISBN 978-0500280423. Sensation exhibition catalogue.

## Filmografía
- Fishtank (1998) – documentary video, 47 minutes, commissioned by Artangel and Adam Curtis for BBC television and shown on BBC Two in December 1998[1]
- Liz Smoking (1998) – short documentary video
- Tony Smoking Backwards (1998) – short documentary video
- Ray in Bed (1999) – short documentary video
- Playstation (1999) – short documentary video
- Ray (2016), written and directed by Billingham – 30 minutes, part 1 of 3-part feature film
- Ray & Liz (2018) – feature film

## Premios
- 1994: Prestige Photography Prize, University of Sunderland, Sunderland[1]
- 1995: Felix H Mann Memorial Prize, National Museum of Photography, Film and Television, Bradford[1]
- 1997: Citibank Private Bank Photography Prize (now Deutsche Börse Photography Prize), London.
- 2001: Shortlisted for the Turner Prize, for his solo exhibition at the Ikon Gallery in Birmingham, and for his contributions to The Sleep of Reason at the Norwich Gallery and to Scène de la Vie Conjugale at Villa Arson in Nice, France.[1]

## Significant group exhibition
- Sensation, Royal Academy of Arts, London, 1997; Hamburger Bahnhof, Berlín, 1998–1999.[2] Work from the Saatchi Gallery collection.

## Colecciones
Su obra se encuentra en colecciones permanentes como:
- Government Art Collection, London: 1 print[3]
- Tate, London: 4 prints[4]
- Victoria and Albert Museum, London: 1 print[5]